# شکنجه الکترونیک
شکنجه الکترونیک (به انگلیسی: Torture electronics) به استفاده از ابزارهای الکترونیک و پرتوهای یونساز برای آزار و اذیت افراد قربانی به منظور شستشوی مغزی و کنترل ذهن و وادار کردن فرد به پیروی از خط مشی‌های حکومتی گفته می‌شود. از جمله ابزارهای الکترونیک سلاح‌های ماکروویو، دروبین‌های ماکروویو و میکروچیپ ایمپلنت‌ها و امواج التروسونیک است. سلاح‌های ماکروویو باعث سوختگی سطحی پوست و آثار زیانبار جسمی از جمله آزاد شدن یون‌های کلسیم در بدن و سستی مفاصل می‌شود. این سلاح‌ها قادر هستند امواج ماکروویو میلیمتری را که قادر هستند از دیوارها عبور کنند بدون اینکه فرد قربانی متوجه شود به سمت وی شلیک کنند. لیزهای گاما نیز قادرند از دیوارها عبور کنند و از یک سورس رادیو اکتیو ساطع می‌شوند و می‌توانند سوراخ‌های ریزی در حد میکرون در بافت‌ها به ویژه استخوان‌ها ایجاد کنند که باعث سست شدن بافت و پارگی و شکستگی در اثر کوچکترین ضربه می‌شود. از این سلاح‌ها همچنین در نبردهای شهری برای متفرق معترضین استفاده می‌شود.

## اثرات بیولوژیک ماکروویو
اولین باردر سال ۱۹۶۱ دانشمند عصب‌شناس آمریکایی آلن فری در مورد اثرات امواج ماکروویو در مجله فیزیولوژی کاربردی مقاله ای منتشر کرد. او دریافت که افراد در معرض تابش ماکروویو صداهایی شبیه وزوز، کلیک و بازر در گوش خود احساس می‌کنند. علائم بیشتر شامل سوزش و خشکی چشم احساس گرما احساس سوزن سوزن شدن سرگیجه درد شکم و در برخی مواقع تهوع و در دراز مدت آب مروارید است. جریاان قوی امواج کوتاه الکتریکی در یک فرکانس معین، سبب حرکت یون‌های کلسیم ازسلول‌های عصبی و رسوب در کلیه‌ها و استخوان‌ها می‌شود. کلسیم نقش کلیدی در تحریک سلول‌های عصبی دارد.
در سال ۱۹۷۵ مقاله ای از دونگ جاستسن، عصب‌شناس، دربارهٔ اثرات تابش بر روی ادراکات انسانی، به آزمایش جوزف شارپ و مارک گروو در مؤسسه تحقیقات ارتش والتر رید اشاره می‌کند که در آن شارپ و گروو قادر به تشخیص ۹ مورد از ۱۰ کلمه را که توسط «میکروفون مدولاسیون صدا» ارسال شد بودند. از آنجائیکه قرارگرفتن در سطح تابش در حد 10 mW/cm² خطرناک است، منتقدان مشاهده کرده‌اند که در چنین شرایطی آسیب مغزی ناشی از اثرات حرارتی اشعه مایکروویو با قدرت بالا رخ می‌دهد. علائم اولیه تابش مستقیم ماکروویو شامل احساس گرما و داغی و احساس سوزن سوزن شدن و پشه گزیدگی، درد شکم و احساس حالت تهوع و اثرات دیگر شامل عصبی بودن، کج‌خلقی، حالت شوک برق گرفتگی، دیدن جرقه در چشم، فشار بر روی ستون فقرات، حساس بودن به صدا، افسردگی، کم شدن حافظه، بیخوابی، بی‌حسی، تعریق، درد عمومی بدن یا استخوانها، مخصوصاً درد کمر همچون درد سیاتیک و درد گردن همچون آرتروز، از دست دادن تمرکز، تعریق در خواب، تپش قلب، تنگی نفس، فشار ودرد شدید در پیشانی و سینوسها، فشار و درد شدید در ناحیه مخچه، درد زخم اثنی عشر بدون داشتن زخم، جوش‌ها و تاول‌های ریز در اثر سوختگی پوست، پف کردن سر و صورت یا تمامی بدن، خنده و گریه‌های بی‌دلیل، پیچ خوردن ناخن‌ها، پوسیدگی دندان‌ها، ریزش مو، بوی بد بدن، ایجاد ناراحتی‌های پوستی، سقط جنین، دگرگیسی نوزادان، پوکی استخوان و آرتروز، ناراحتی‌های کلیوی و کبد، ناراحتی مجاری ادرار، سرطان، گواتر، انواع بیمای‌های روانی و در نهایت خودکشی. بیشتر علائم به وجود آمده در بدن افراد تحت تابش ماکروویو به علت آزاد شدن یون‌های کلسیم و تضعیف سیستم ایمنی بدن است.

## سلاح‌ ماکروویو
سلاح‌ ماکروویو که در ایالات متحده آمریکا در دسته سلاح‌های غیر کشنده طبقه‌بندی می‌شوند. سلاح‌هایی هستند که با تابش مستمر یا شیلگ آنی امواج ماکروویو با ایجاد گرما و احساس داغی یا درد و تخریب بافت‌ها باعث ناتوان کردن فرد از انجام فعالیت‌های روزانه و ناتوانی در تصمیم‌گیری به دلیل احساس ناخوشی و ناتوانی در رزم می‌شود. اتحاد جماهیر شوری برای کند کردن فعالیت کارکنان سفارت آمریکا مدت‌ها آنان را تحت تابش امواج ماکروویو قرار داده‌است. سلاحهای ماکروویو برای اذیت و آزار الکترونیک استفاده می‌شوند.

## قربانیان آزمایش‌های ماکرویو
کارول ولش Cheryl Welsh ،ویکی کاسگراند Vicki Casagrande،habibzadeh

## حفاظت در برابر امواج ماکروویو
برای حفاظت در برابر امواج ماکروویو چه باید کرد؟ امواج مایکروویو در مسیر حرکت خود پس از برخورد با ماده انعکاس پیدا می‌کنند یا عبور می‌کنند و با جذب ماده می‌شوند. این امواج اگر به سطح فلزات برخورد کنند، منعکس خواهند شد، از شیشه و پلاستیک عبور می‌کنند و موادی که حاوی آب هستند مانند غذاها و بدن انسان انرژی این امواج را جذب می‌کنند. افزایش رطوبت هوا با کولر آبی اثر این امواج را کاهش می‌دهد. همچین در صورتی که در معرض تابش شدید امواج ماکروویو قرار گرفتید و علائم ذکر شده در بالا ظهور کرد می‌توانید از ورقه‌های سفید پلی استایرن فشرده به ضخامت ۱۰ سانتی‌متر که در بسته‌بندی کالا بکار می‌روند استفاده کنید. آن‌ها را در راستای انتشار امواج قرار دهید. این امواج معمولاً ازسمت ساختمان‌های مجاور وارد می‌شوند می‌توان با یک دستگاه تست نشت ماکرویوو یا از روی سمت داغ شدن بدن جهت آن‌ها را پیدا کرد